# Наті Пелусо
Наті Пелусо (нар. 12 січня 1995, Лухан, Аргентина) — аргентинська співачка.

## Біографія
Наті Пелусо народилася 12 січня 1995 року у Лухані, але росла у Сааведрі (передмістя Буенос-Айреса. Улюбленими виконавцями Наті у дитинстві були Елла Фіцджеральд та Рей Чарльз. У 2004 році Наті разом з родиною переїхала до Іспанія (Аліканте). У шістнадцятирічному віці Пелусо почала виступати в ресторанах та готелях Торрев'єхи, виконуючи, переважно, класичний репертуар.

## Дискографія
- Calambre (2020)